# 日本循環器学会
一般社団法人日本循環器学会（いっぱんしゃだんほうじん にほんじゅんかんきがっかい、英文名 The Japanese Circulation Society  略称：JCS）は、循環器学 に関する研究の進歩向上、発展を目的として1935年に創設された学会 。事務所を東京都千代田区内幸町に置いている。　

## 事業
- 学術集会の開催・学会誌の発行、循環器専門医の認定・心肺蘇生教育の実施、広報活動、循環器領域に関係する他団体業務の受託など[1]

## 刊行物
- 『Circulation Journal』 （論文誌・英文） 年12回
- 『循環器病ガイドシリーズ』　年1回
- 『循環器専門医誌』　年2回
- 『循環器学用語集（第Ⅲ版）』 2008年3月

## 循環器専門医(日本循環器学会認定循環器専門医)
- 1992年より循環器専門医を認定しており、厚生労働省より2003年に標榜可能となった。
- 専門医資格認定試験の合格者が認定され、5年毎に更新を行っている。

## 循環器病ガイドシリーズ（旧：循環器病の診断と治療に関するガイドライン)
- ガイドライン委員会で1998年度から日本の循環器疾患の特徴や医療の実情に基づき策定されたガイドラインを、順次循環器病ガイドシリーズとして誌上及び会員限定のホームページ上で公表している。
- 社会貢献の一環として、これらのガイドラインを多くの医学・医療従事者に公開するため、学会の一般向けホームページで公開している[2]。